# Paspalum glabrinode
Paspalum glabrinode là một loài thực vật có hoa trong họ Hòa thảo. Loài này được (Hack.) Morrone & Zuloaga mô tả khoa học đầu tiên năm 1989.